# Peptide non ribosomique
 (février 2016).
Si vous disposez d'ouvrages ou d'articles de référence ou si vous connaissez des sites web de qualité traitant du thème abordé ici, merci de compléter l'article en donnant les références utiles à sa vérifiabilité et en les liant à la section « Notes et références ».
Les peptides non ribosomiques sont des peptides qui ne sont pas synthétisés par des ribosomes, mais par des complexes multienzymatiques spécifiques. Ces peptides sont des métabolites secondaires spécifiques produits principalement par des micro-organismes : bactéries ou  champignons unicellulaires. La plupart de ces peptides ont des activités biologiques : antibiotiques, antifongiques, immunosuppresseurs... 

## Enzymes de synthèse des peptides non ribosomiques
Les enzymes de synthèse des peptides non ribosomiques, aussi appelées NRPS (de l'anglais non-ribosomal peptides synthetase) sont des enzymes multifonctionnelles impliquées dans la synthèse de peptides indépendantes des ribosomes. Les NRPS appartiennent à la superfamille des mégasynthases qui regroupe les FAS (fatty acid synthase), les PKS (polyketide synthase) et les NRPS. On les appelle mégasynthases car ce sont de grosses enzymes (FAS, PKS et NRPS de type I) ou de gros complexes multienzymatiques (FAS et PKS de type II). Ces enzymes sont souvent multimodulaires. Les modules, comportant chacun plusieurs activités enzymatiques, assurent l’incorporation séquentielle d’acides aminés spécifiques (ou molécules apparentées). L'étude de cette voie de synthèse peptidique prend aujourd'hui un essor important grâce au développement de la génomique. L'analyse des génomes séquencés révèle en effet un potentiel important de gènes codant des synthétases dont le produit final n'a pas encore été identifié. Un grand nombre de laboratoires étudient ces mécanismes enzymatiques, notamment en vue de modifier leur spécificité afin de produire de nouvelles molécules actives.

## Organisation modulaire des gènes NRPS
Selon le dogme central de la biologie moléculaire, la synthèse des protéines est réalisée par les ribosomes, il existe cependant un autre mécanisme de biosynthèse rencontré uniquement chez les bactéries et les champignons, appelé mécanisme non-ribosomique ou de "thiotemplate" et qui est à l'origine de la synthèse de différents antibiotiques. Ce mécanisme est fondé sur des enzymes de grandes tailles appelées synthétases et organisées en modules. Chaque module est capable d'activer un acide aminé, éventuellement le modifier et de le transférer ensuite sur l'acide aminé activé dans le module adjacent pour constituer un peptide. Chaque module, composé de plusieurs domaines, permet l’élongation du peptide par l’ajout d’un acide aminé. Cela sous-entend pour les modules de posséder une organisation commune leur permettant d’activer un acide aminé fixé et de le lier par une liaison à un autre acide aminé, mais également une certaine spécificité pour leur permettre la fixation d’un acide aminé plutôt qu’un autre et la réalisation sur ce dernier de réactions d’épimérisation (via le domaine E) ou de N-méthylation (via le domaine M).
Un module d’élongation doit au minimum contenir 3 domaines  :
- adénylation (A) : domaine central dans l’action des peptides synthétases. Il permet la fixation d’un acide aminé spécifique et son activation grâce à une réaction d’adénylation sur ce dernier (transformation de l’acide aminé en aminoacyl adénylé) ;

- thiolation (T ou PCP pour Peptidyl Carrier Protein) : permet au peptide en cours de synthèse de rester fixé à la synthétase tout au long du processus d’élongation via une liaison thioester ;

- condensation (C) : permet la catalyse des différentes réactions et la formation de la liaison peptidique.

La libération du peptide est induite par un domaine spécifique, le domaine Te (thioestérase). Ce domaine va couper la liaison thioester qui relie le peptide synthétisé au dernier domaine T.
Il existe aussi des domaines secondaires facultatifs qui permettent d’effectuer des modifications au niveau des acides aminés comme l’épimérisation (transformation d’un monomère de la série L en isomère de la série D), la méthylation (ajout d’un groupement
méthyle) ou encore la formylation (ajout d’un groupement formyle).
Contrairement à la voie de synthèse protéique ribosomique qui n’utilise que 21 acides aminés différents (les 20 acides aminés classiques et la sélénocystéine) pour produire des peptides, le mécanisme de NRPS en utilise plus de 300 incluant des D-amino acides et des acides aminés N-méthylés. À la différence de la synthèse ribosomique, la voie de synthèse peptidique par les NRPS est limitée dans la taille de peptides qui ne peut pas excéder 48 résidus.

## Propriétés des molécules d'origine non ribosomique
L’une des particularités des peptides non ribosomiques est leur petite taille. Ces peptides présentent une grande diversification et beaucoup d’activités. Cette synthèse utilise plusieurs centaines d’acides aminés (20 pour la synthèse protéique ribosomique). D’autre part, des parties provenant d’autres voies de biosynthèse peuvent incorporer les peptides NRPS, par exemple, une partie lipidique préalablement synthétisée peut incorporer le peptide et former un lipopeptide.
Les peptides non ribosomiques représentent une famille très diverse de produits naturels (biologiques) présentant beaucoup d’activités biologiques et de propriétés pharmacologiques. En effet, certains peptides synthétisés par cette voie sont des antibiotiques antibactériens qui sont des substances permettant de détruire ou de ralentir la croissance des bactéries. La pénicilline, célèbre antibiotique découvert par Alexander Fleming en 1928, et la céphalosporine sont synthétisées à partir d’un précurseur commun, le tripeptide-ACV qui est lui, synthétisé par une synthétase. D’autres peptides font partie de la classe des antiviraux, substances permettant de lutter contre les virus ou encore de la classe des antifongiques (comme la Pneumocandine Bo produite par Glarea lozoyensis), substances permettant de détruire les champignons.
Certains peptides non ribosomiques sont des sidérophores. Ce sont des composés permettant la chélation du fer. Ces substances permettent aux microorganismes de capter, dans le milieu extérieur, le fer nécessaire à leur survie. Parmi les sidérophores, on peut citer l’entérobactine ou encore la yersiniabactine.

D’autres peptides ont une activité immuno-modulatrice, permettant de moduler les réponses immunitaires. L’exemple le plus connu est la cyclosporine qui est utilisée pour réduire les risques de rejet après une greffe. Certains peptides sont des toxines comme les microcystines ou des cytostatiques, substances permettant de bloquer la synthèse, le fonctionnement ou la prolifération cellulaire, comme l’épothilone ou la bléomycine. Parmi ces peptides, on retrouve également des surfactants, substances améliorant la miscibilité entre phases hydrophiles et hydrophobes et largement utilisés en cosmétique ou en agroalimentaire.
Ces diverses activités biologiques et propriétés physico-chimiques confèrent une grande importance aux peptides non ribosomiques. De plus, tous les peptides produits par cette voie ne sont pas encore identifiés et les nombreux variants augmentent encore le nombre et la complexité de ces peptides originaux.